# Montalegre (Portugal)
Montalegre és un municipi portuguès, situat al districte de Vila Real, a la regió del Nord i a la subregió de l'Alt Trás-os-Montes.L'any 2006 tenia 10.583 habitants. Es divideix en 36 freguesies. Limita al nord amb Galícia, a l'est amb Chaves, al sud-est amb Boticas, al sud amb Cabeceiras de Basto, a sud-oest amb Vieira do Minho i a l'oest amb Terras de Bouro.

## Población
| Població del concelho de Montalegre (1801 – 2004) | Població del concelho de Montalegre (1801 – 2004) | Població del concelho de Montalegre (1801 – 2004) | Població del concelho de Montalegre (1801 – 2004) | Població del concelho de Montalegre (1801 – 2004) | Població del concelho de Montalegre (1801 – 2004) | Població del concelho de Montalegre (1801 – 2004) | Població del concelho de Montalegre (1801 – 2004) | Població del concelho de Montalegre (1801 – 2004) |
| ------------------------------------------------- | ------------------------------------------------- | ------------------------------------------------- | ------------------------------------------------- | ------------------------------------------------- | ------------------------------------------------- | ------------------------------------------------- | ------------------------------------------------- | ------------------------------------------------- |
| 1801                                              | 1849                                              | 1900                                              | 1930                                              | 1960                                              | 1981                                              | 1991                                              | 2001                                              | 2004                                              |
| 18072                                             | 9794                                              | 20732                                             | 21158                                             | 32728                                             | 19403                                             | 15464                                             | 12762                                             | 12150                                             |

## Freguesies
- Cabril
- Cambeses do Rio
- Cervos
- Chã
- Contim
- Covelães
- Covelo do Gerês
- Donões
- Ferral
- Fervidelas
- Fiães do Rio
- Frades do Rio
- Gralhas
- Meixedo
- Meixide
- Montalegre
- Morgade
- Mourilhe
- Negrões
- Outeiro
- Padornelos
- Padroso
- Paradela
- Pitões das Júnias
- Pondras
- Reigoso
- Salto
- Santo André
- Sarraquinhos
- Sezelhe
- Solveira
- Tourém
- Venda Nova
- Viade de Baixo
- Vila da Ponte
- Vilar de Perdizes